# Batalla de Cheliábinsk (1919)
La Batalla de Cheliábinsk (1919) (17 de julio – 24 de agosto de 1919) fue un enfrentamiento en la Guerra Civil Rusa desarrollado en torno a la ciudad de Cheliábinsk (Rusia).
La ofensiva del Ejército Rojo comenzó el 17 de julio tras la finalización de las operaciones de Zlatoust y Ekaterimburgo , que resultaron exitosas para él . Las tropas de la Guardia Blanca intentaron retrasar el avance de los Rojos en la línea Chebarkul -Irtyash , pero el 20 de julio, el 5º Ejército del Ejército Rojo rompió esta línea y lanzó un ataque contra Cheliábinsk .
Según el plan de los blancos, reagruparon sus tropas y retiraron las fuerzas principales detrás de Cheliábinsk, para atraer a las unidades rojas a la ciudad, y luego rodearlas y derrotarlas. El 24 de julio, los rojos entraron en Cheliábinsk y al día siguiente los blancos lanzaron una contraofensiva. Las tropas blancas avanzaron en dos grupos: norte (bajo el mando de S. N. Voitsekhovsky , 20 mil personas) y sur (comandante - V. O. Kappel , 10 mil personas). El grupo de Voitsekhovsky cortó la vía férrea Cheliábinsk- Ekaterimburgo y se fue a la retaguardia del 5º Ejército. Sin embargo, debido al hecho de que la 26ª División de Infanteríalos rojos no retrocedieron bajo los golpes del grupo Kappel, el cerco no se cerró. Mientras que la 26ª división retuvo al grupo Kappel, el resto del 5º ejército se reagrupó y, junto con unidades del 3º ejército , que se acercaba desde el norte, derrotó al grupo Voitsekhovsky. El 4 de agosto, la 24.ª División de Fusileros, junto con los partisanos, ocupó Troitsk , y las principales fuerzas del 5.º Ejército llegaron a la línea, que discurría entre 25 y 30 km al este de Cheliábinsk.
Gracias al éxito de la operación, las tropas del Ejército Rojo finalmente ocuparon todos los Urales y tuvieron la oportunidad de atacar Siberia y Turkestán .